# Guineoeuops angulithorax
Guineoeuops angulithorax is een keversoort uit de familie bladrolkevers (Attelabidae). De wetenschappelijke naam van de soort werd in 2001 gepubliceerd door Riedel.